# Тру, Николас
Николас Эдвард Тру, барон Тру (англ. Nicholas Edward True, Baron True; род. 13 июля 1951) — британский политик, лидер Палаты лордов и Лорд-хранитель Малой печати (2022—2024).

## Биография
В 1973 году окончил колледж Питерхаус Кембриджского университета со степенью бакалавра искусств, в 1978 году получил там же степень магистра искусств. С 1975 по 1982 год работал в Консервативном исследовательском департаменте, с 1986 по 1990 и с 1998 года состоял депутатом совета лондонского боро Ричмонд-апон-Темс (с 2002 по 2006 год являлся заместителем лидера совета, с 2006 по 2010 — лидером оппозиции, с 2010 года — лидер совета). В 2011 году получил пожизненное пэрство.
6 сентября 2022 года при формировании правительства Лиз Трасс назначен лидером Палаты лордов, лордом-хранителем Малой печати.
25 октября 2022 года по завершении правительственного кризиса был сформирован кабинет Риши Сунака, в котором Тру сохранил прежнюю должность.
5 июля 2024 года после поражения консерваторов на парламентских выборах было сформировано лейбористское правительство Кира Стармера, в котором лидером Палаты лордов стала баронесса Смит Базилдонская.
8 июля 2024 года включён в состав временного теневого правительства Риши Сунака в должности теневого лидера Палаты лордов.
5 ноября 2024 года вновь назначен теневым лидером палаты лордов в теневом кабинете Кеми Баденок.